# Rolls-Royce Trent XWB
Rolls-Royce Trent XWB — турбовентиляторний двигун з високим коефіцієнтом двоконтурності, вироблений Rolls-Royce Holdings. У липні 2006 року Trent XWB було обрано виключно для експлуатації Airbus A350. Перший двигун був запущений 14 червня 2010 року, вперше здійснив політ на випробувальному стенді A380 18 лютого 2012 року, був сертифікований на початку 2013 року, і вперше він здійснив політ на A350 14 червня 2013 року. Його перша зупинка під час польоту 11 вересня 2018 року флот накопичив 2,2 мільйона годин нальоту. Зберігає характерну для Rolls-Royce Trent схему з трьома валами, вентилятор 3,00 м (118 дюймів), котушку IP і HP. Двигун 84 200–97 000 фунт-сил (375—431 кН) має коефіцієнт двоконтурності 9,6:1 і коефіцієнт тиску 50:1. Це наймогутніший представник родини Trent.

## Розробка
До 2004 року Airbus зіткнувся з тиском з боку клієнтів щодо розробки конкурента Boeing 787 Dreamliner. Після чого у жовтні 2005 року змушена була випустити A350, на той час вдосконалений A330. Спочатку компанія Rolls-Royce запропонувала варіант Trent 1000 зі звичайним випускним повітряним двигуном зі статичною тягою 75 000 фунт-сил (330 кН), Trent 1700.
У 2006 році, після огляду Airbus A350, Rolls-Royce досягла угоди про постачання всім версіям літака абсолютно нового варіанту Trent XWB з тягою від 75 000 до 95 000 фунт-сил (330—420 кН).